# Тетрахлороаурат(III) натрия
Тетрахлороаурат(III) натрия — неорганическое соединение,
соль металла натрия и золотохлористоводородной кислоты с формулой Na[AuCl4],
жёлто-оранжевые кристаллы,
растворяется в воде,
образует кристаллогидрат, который называют «золотой солью».

## Получение
- Нейтрализация золотохлористоводородной кислоты гидроксидом натрия:

{\displaystyle {\mathsf {H[AuCl_{4}]+NaOH\ {\xrightarrow {}}\ Na[AuCl_{4}]+H_{2}O}}}

## Физические свойства
Тетрахлороаурат(III) натрия образует кристаллогидрат состава Na[AuCl4] · 2H2O — жёлто-оранжевые кристаллы.
Слабо растворим в холодной воде; хорошо — в горячей воде и этаноле.

## Химические свойства
- Легко восстанавливается до золота:

{\displaystyle {\mathsf {2Na[AuCl_{4}]+3SO_{2}+6H_{2}O\ {\xrightarrow {}}\ 2Au\downarrow +2NaCl+6HCl+3H_{2}SO_{4}}}}

## Применение
- Гальваническое золочение.
- Роспись на фарфоре.
- В цветной фотографии.